# Jorge Martins (engenheiro)
Jorge José Gomes Martins (Viseu, 6 de Junho de 1958) é um engenheiro e investigador português.

## Biografia
Concluiu um doutoramento na Universidade de Birmingham, no Reino Unido, na área dos motores de combustão interna.
A sua ocupação principal é como engenheiro mecânico, exercendo igualmente como professor associado no Departamento de Engenharia Mecânica na Universidade do Minho, onde em 2017 estava à frente do laboratório de Motores Térmicos e Termodinâmica Aplicada. Destacou-se pelos seus trabalhos em termos de perícias técnicas em engenharia automóvel, tendo-se iniciado na investigação de acidentes automóveis, e posteriormente passou a abrangir outras temáticas de conflitos técnicos que envolvem veículos motorizados. Neste sentido, colaborou em cerca de 250 processos judiciais. Numa entrevista ao periódico O Minho em Julho de 2018, em conjunto com o também professor e perito Lúcio Machado, criticou a configuração das barreiras metálicas nas estradas, conhecidas como rails, considerando-as como «facas» que provocam muitas fatalidades entre os utilizadores de motorizadas em caso de acidente, e defendeu a instalação de protecções «em todas as estradas onde circulam motos», para evitar estes casos. Além disso, alegou que «os pilares que os sustentam teriam de estar não para fora, mas sim para dentro, de forma a não permitir a colisão direta para com os motociclistas». Um dos seus trabalhos mais destacados foi o acidente que envolveu o veículo do antigo ministro Eduardo Cabrita, e que vitimou um trabalhador, em Dezembro de 2021. Foi entrevistado pela cadeia de televisão CNN como o perito responsável pela reconstituição do acidente, tendo confirmado que este foi agravado pelo excesso de velocidade e o desrespeito pelas regras de circulação.
Também ganhou relevo pelos seus trabalhos de investigação, tendo colaborado no desenvolvimento de equipamentos e modelos numéricos e ensinado vários cursos sobre as temáticas dos acidentes e sistemas de segurança. Nos anos 80 e 90 colaborou como consultor em vários programas de investigação na temática dos motores, organizados por grandes empresas no ramo automóvel, como a Jaguar, Rolls-Royce, Rover e Ford. Exerceu como avaliador em projectos para a Comissão Europeia, na áreas dos transportes, dos motores de combustão interna e da energia. Foi o autor de quatro patentes, mais de uma centena de artigos científicos para a imprensa e congressos internacionais, e de vários livros. Por exemplo, foi colaborador técnico para o jornal Volante entre 1989 e 1992. Em 2017, foi considerado pela Universidade de Aveiro como a «maior referência nacional na área de motores e máquinas térmicas», tendo sido o investigador convidado numa tertúlia organizada pelo Núcleo de Desportos Motorizados daquela instituição de ensino. Em 2022, fazia parte de um grupo de investigadores da Escola de Engenharia da Universidade do Minho que patenteou o motor Hyper4 High Efficiency Engine, que era considerado revolucionário, uma vez que possibilitava a recuperação de perdas de energia a vários níveis, através de um mecanismo que permitia comandar de forma livrem o movimento do pistão, aumentando consideravelmente o rendimento. Além de Jorge Martins, a equipa era formada pelo professor Francisco Brito, o aluno Tiago Costa, e o empresário americano Bernie Bon. Este motor foi inscrito no concurso Create the Future Design Contest, orgnizado pelos editores da revista NASA Tech Briefs para incentivar e premiar a inovação na área da engenharia.

## Obras publicadas
- Motores de Combustão Interna (2005) ISBN 972-98726-8-6
- Motores de Combustão Interna (4ª edição revista e aumentada) (2013) ISBN 978-989-723-033-2[6]
- Carros Elétricos (2012) ISBN 9789728692643[7]